# Worsiwka
Worsiwka (ukrainisch Ворсівка; russisch Ворсовка Worsowka) ist ein Dorf in der ukrainischen Oblast Schytomyr mit etwa 370 Einwohnern (2001).

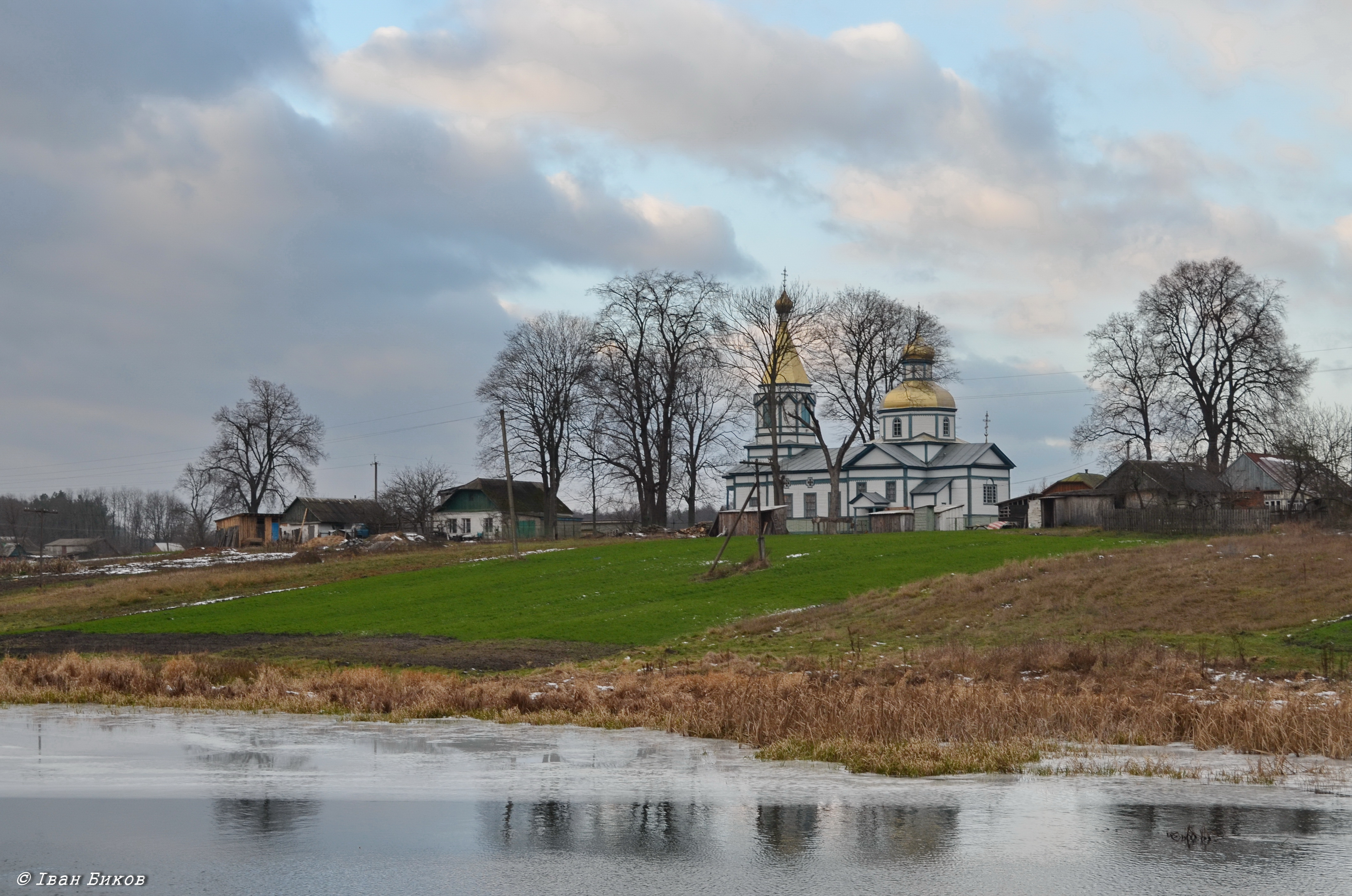
Blick auf Worsiwka mit der St.-Nikolaus-Kirche

Das erstmals 1649 schriftlich erwähnte Dorf, eine weitere Quelle nennt das Jahr 1728, liegt auf einer Höhe von 149 m am linken Ufer der Wisnja (Візня), einem 45 km langen, rechten Nebenfluss der Irscha, 10 km südlich vom ehemaligen Rajonzentrum Malyn und etwa 85 km nordöstlich vom Oblastzentrum Schytomyr.
In Worsiwka befindet sich die 1850 erbaute St.-Nikolaus-Kirche der orthodoxen Kirche der Ukraine. Durch das Dorf verläuft die Territorialstraße T–06–08.
Am 12. Juni 2020 wurde das Dorf ein Teil neugegründeten Stadtgemeinde Malyn, bis dahin bildete es zusammen mit den Dörfern Wisnja (Візня), Sybyn (Зибин), Koroliwka (Королівка) und Rudnja-Horodyschtschenska (Рудня-Городищенська) die gleichnamige Landratsgemeinde Worsiwka (Ворсівська сільська рада/Worsiwska silska rada) im Süden des Rajons Malyn.
Am 17. Juli 2020 kam es im Zuge einer großen Rajonsreform zum Anschluss des Rajonsgebietes an den Rajon Korosten.